# Daniel Ticktum

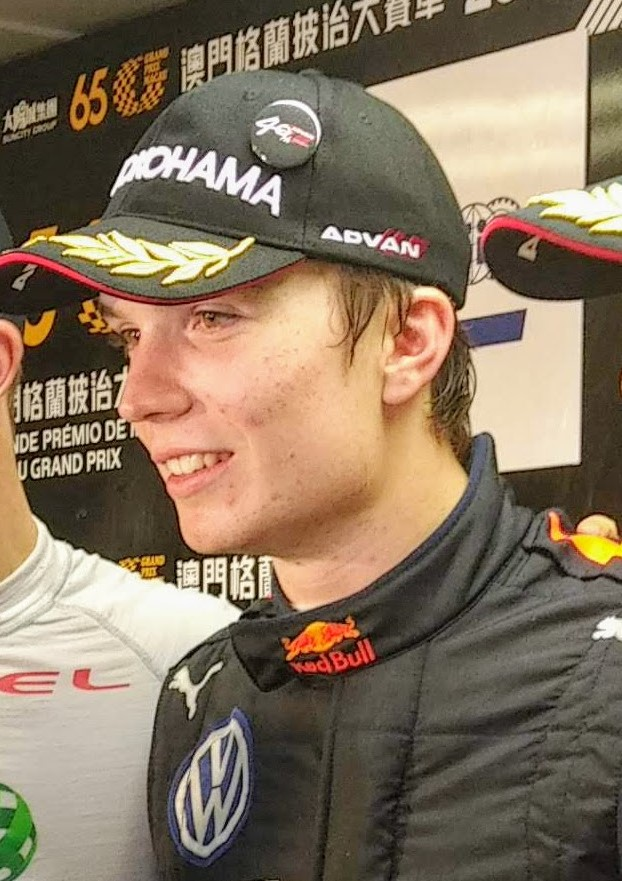
Dan Ticktum (2018)

Daniel „Dan“ Ticktum (* 8. Juni 1999 in London) ist ein britischer Automobilrennfahrer, der derzeit mit ERT Formula E Team in der Formel E antritt. Er gewann den Macau Grand Prix in den Jahren 2017 und 2018 und wurde Zweiter in der FIA Formel-3-Europameisterschaft 2018. Ticktum wurde 2017 mit dem BRDC McLaren Autosport Award ausgezeichnet und 2018 zum Autosport National Driver of the Year ernannt.
Ticktum war von 2017 bis 2019 Mitglied des Red Bull Junior Teams sowie von Ende 2019 bis 2020 Teil der Williams Driver Academy.

## Karriere

### Kartsport

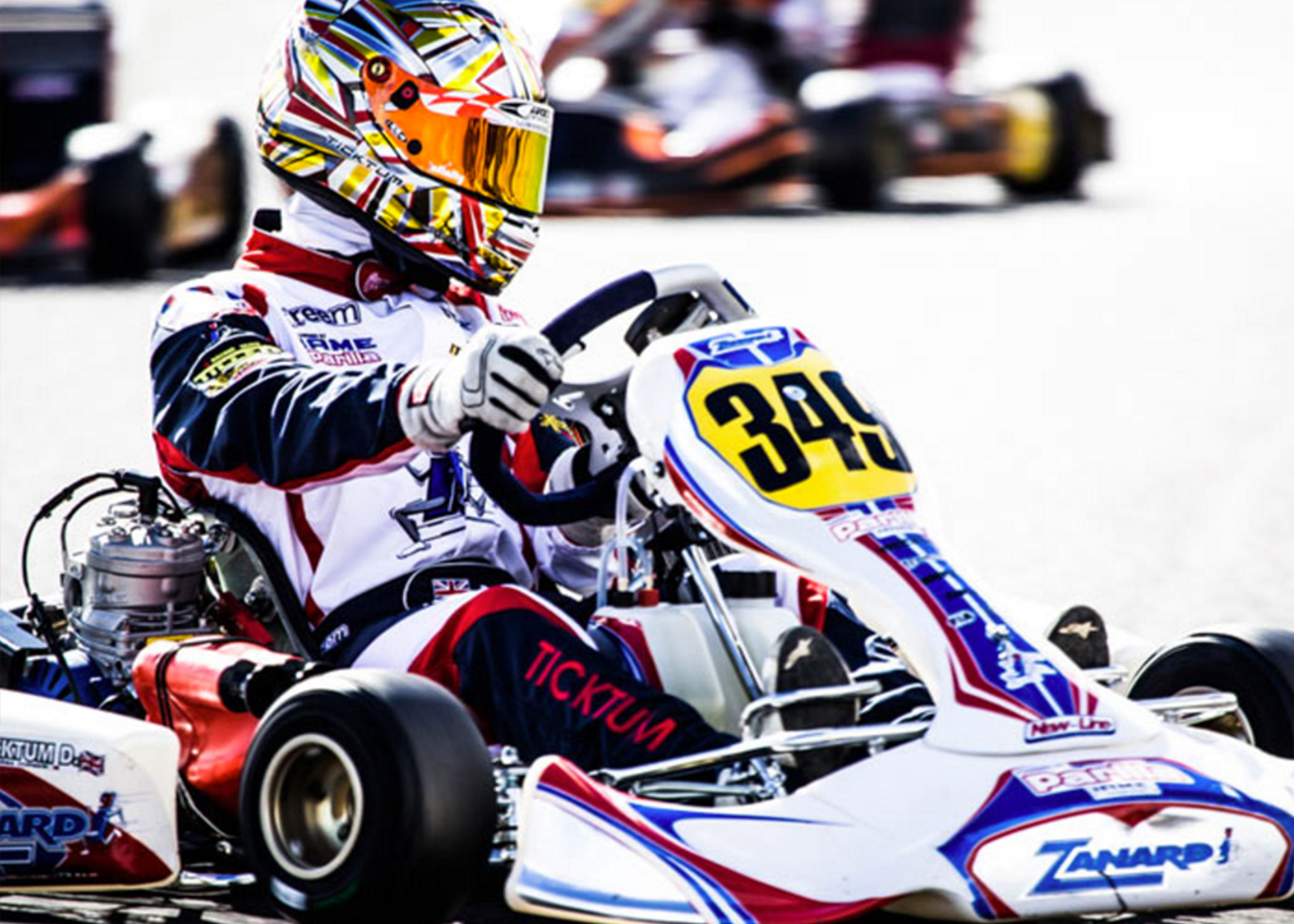
Ticktum im Kartsport 2014

Ticktum begann seine Motorsportkarriere 2008 im Kartsport. Seine ersten Kart-Erfahrungen machte er auf der Strecke Filching Manor in der Nähe von Eastbourne, auf der er mehrere Streckenrekorde aufstellte. Im Jahr 2013 schloss sich Ticktum Ricky Flynn Motorsport an und belegte in der CIK FIA-Europameisterschaft den zweiten Platz, punktgleich mit dem Champion, und den zweiten Platz in der Nationalen Super One-Meisterschaft. Im selben Jahr wurde Ticktum mit der KFJ Andrea Margutti-Trophäe ausgezeichnet; zu den bisherigen Gewinnern zählen die F1-Stars Giancarlo Fisichella, Robert Kubica und zuletzt Daniil Kwjat. Er blieb bis 2014 im Kartsport aktiv und gewann mehrere Kartmeisterschaften. 2011 wurde der Getränkehersteller Red Bull auf ihn aufmerksam und hielt fortan losen Kontakt zu Ticktum.

### Formel 4

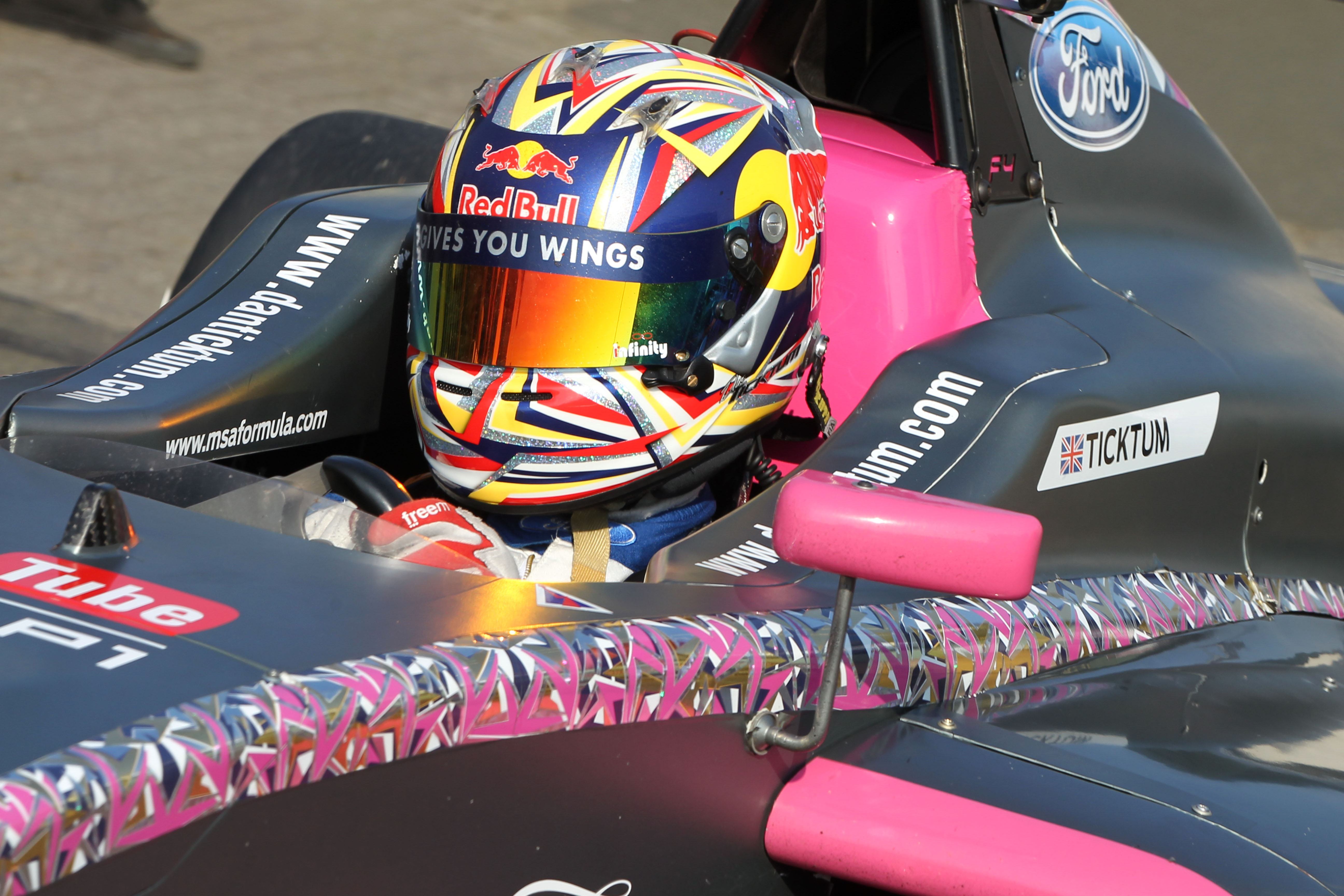
2015 in der britischen Formel 4

2015 debütierte Ticktum im Formelsport und startete für Fortec Motorsports in der britischen Formel-4-Meisterschaft. Ticktum startete gut in die Saison und gewann bei der zweiten Veranstaltung in Donington seine ersten beiden Rennen. Anschließend gelang es jedoch den anderen Teams, allen voran Carlin mit Lando Norris, aufzuholen und er verlor die Meisterschaftführung. Ticktum gewann anschließend ein weiteres Rennen in Snetterton.

### Temporärer Ausschluss vom Motorsport
Beim letzten Lauf des vorletzten Rennwochenendes in Silverstone wurde Ticktum nach dem dritten Rennen in Silverstone disqualifiziert, als er während einer Safety-Car-Phase unerlaubt zehn Fahrer überholte, um Ricky Collard von der Strecke zu rammen. Dabei ignorierte Ticktum 13 von den Streckenposten gelb geschwenkte Flaggen, vier doppelt gelb-geschwenkte Flaggen, welche auf äußerste Gefahr hinweisen, zwei weiße Flaggen und 15 Safety-Car-Hinweistafeln. Hintergrund dafür war ein Unfall in Runde eins, bei dem Collard Ticktum drehte. Beide Fahrer konnten unfallbedingt das Rennen nicht mehr beenden. Ticktum wurde umgehend aus der Wertung der drei Silverstone-Rennen genommen und erhielt, da er bereits vom ganzen Rennwochenende am Croft Circuit disqualifiziert wurde, eine automatische Rennsperre von drei Monaten. Dies wurde später nach einem Gerichtsbeschluss des britischen Motorsportverbands Motor Sports Association auf zwei Jahre erhöht, wobei das zweite Jahr auf Bewährung ausgesetzt wurde. Begründet wurde die hohe Strafe laut den Funktionären aufgrund des „total verantwortungslosen und verwerflichen Verhaltens in extremem Ausmaß“. Am Saisonende lag er auf dem sechsten Platz. Bevor Ticktum gesperrt worden war, hatte er für Koiranen GP an zwei Veranstaltungen der nordeuropäischen Formel Renault teilgenommen und zwei Gaststarts im Formel Renault 2.0 Eurocup durchgeführt.

### Britische Formel 3, Formel Renault und europäische Formel-3-Meisterschaft
Ticktum absolvierte 2016 ein privates Formel-3-Testprogramm mit Double R Racing. Zudem durfte er im Formel-1-Simulator von Red Bull Racing testen. Im Oktober kehrte er in den Rennsport zurück und führte für Carlin drei Gaststarts in der europäischen Formel-3-Meisterschaft durch. Damit qualifizierte er sich für den Macau Grand Prix, den er für Double R Racing bestritt. Zudem fuhr er für Double R Racing in der Herbstserie der britischen Formel-3-Meisterschaft. Dabei gelang ihm ein Sieg.
Er trat für Arden International im Formel Renault 2.0 Eurocup an und wurde siebter, mit einem Sieg und zwei weiteren Podestplatzierungen. Am 19. November 2017 gewann er den FIA Formula 3 World Cup in Macau.
Der Brite fuhr 2018 in der FIA Europäischen Formel 3 Meisterschaft für Motopark. Er lag nach der ersten Saisonhälfte in Führung, wurde jedoch von Mick Schumacher überholt. Dennoch wurde Ticktum zweiter und damit der bestplatzierte Neuling in der Rennserie. Außerdem wiederholte er seinen Sieg in Macau.

### FIA Formel-2-Meisterschaft
In der Saison 2020 ging er zusammen mit Sean Gelael in der FIA-Formel-2-Meisterschaft für DAMS an den Start. Nach Podiumsplatzierungen in beiden Sprintrennen in Österreich erzielte er seinen ersten Sieg in Silverstone. Ticktum kam auch beim Sprintrennen in Monza als erster ins Ziel, wurde jedoch disqualifiziert, da das DAMS-Team keine ausreichende Kraftstoffprobe abgeben konnte. Der Brite erzielte ein weiteres Podium im letzten Sprintrennen auf dem alternativen Layout in Bahrain, und belegte im Gesamtklassement den elften Platz.

### Formel 1
Anfang 2017 wurde Ticktum ins Förderprogramm von Red Bull aufgenommen.
Im Juni 2019 wurde bekannt, dass Red Bull die Zusammenarbeit mit Ticktum im Juniorprogramm beenden wird. Seit dem 17. Dezember 2019 war Ticktum als Entwicklungsfahrer beim Williams Racing F1 Team in deren Fahrerakademie unter Vertrag. Anfang August 2021 wurde dieser Vertrag von Williams beendet.

## Statistik

### Karrierestationen
| - 2008–2014: Kartsport - 2015: Britische Formel 4 (Platz 6) - 2015: Nordeuropäische Formel Renault (Platz 23) - 2016: Europäische Formel 3 (Gaststarter) - 2016: Britische Formel 3, Herbst (Platz 4) - 2017: MRF Challenge Formel 2000 (Platz 11) | - 2017: Formel Renault 2.0 Eurocup (Platz 7) - 2017: GP3-Serie (Platz 11) - 2018: Europäische Formel 3 (Platz 2) - 2018: Formel 2 (Platz 23) - 2019: Formula Regional European Championship (Platz 9) - 2019: Super Formula (Platz 20) | - 2020: Formel 2 (Platz 11) - 2021/2022: Formel E (Platz 21) - 2022/2023: Formel E (Platz 17) - 2023/2024: Formel E (Platz 19) - 2024/2025: Formel E (Platz 11) |

### Einzelergebnisse in der britischen Formel-4-Meisterschaft
| Jahr | Team   | 1   | 2   | 3   | 4   | 5   | 6   | 7   | 8   | 9   | 10  | 11  | 12  | 13  | 14  | 15  | 16  | 17  | 18  | 19  | 20  | 21  | 22  | 23  | 24  | 25  | 26  | 27  | 28  | 29  | 30  | Punkte | Rang |
| ---- | ------ | --- | --- | --- | --- | --- | --- | --- | --- | --- | --- | --- | --- | --- | --- | --- | --- | --- | --- | --- | --- | --- | --- | --- | --- | --- | --- | --- | --- | --- | --- | ------ | ---- |
| 2015 | Fortec | BRH | BRH | BRH | DON | DON | DON | THR | THR | THR | OUL | OUL | OUL | CRO | CRO | CRO | SNE | SNE | SNE | KNO | KNO | KNO | ROC | ROC | ROC | SIL | SIL | SIL | BRH | BRH | BRH | 242    | 6.   |
| 2015 | Fortec | 2   | 2   | 5   | 1   | 5   | 1   | 7   | DNF | DNF | 9   | 3   | 4   | DSQ | DSQ | DSQ | 1   | 2   | 3   | 8   | DNF | 8   | 2   | 5   | 3   | DSQ | DSQ | DSQ | EX  | EX  | EX  | 242    | 6.   |

### Einzelergebnisse in der europäischen Formel-3-Meisterschaft
| Jahr | Team     | Motor      | 1   | 2   | 3   | 4   | 5   | 6   | 7   | 8   | 9   | 10  | 11  | 12  | 13  | 14  | 15  | 16  | 17  | 18  | 19  | 20  | 21  | 22  | 23  | 24  | 25  | 26  | 27  | 28  | 29  | 30  | Punkte | Rang |
| ---- | -------- | ---------- | --- | --- | --- | --- | --- | --- | --- | --- | --- | --- | --- | --- | --- | --- | --- | --- | --- | --- | --- | --- | --- | --- | --- | --- | --- | --- | --- | --- | --- | --- | ------ | ---- |
| 2016 | Carlin   | Volkswagen | LEC | LEC | LEC | HUN | HUN | HUN | PAU | PAU | PAU | SPI | SPI | SPI | NOR | NOR | NOR | ZAN | ZAN | ZAN | SPA | SPA | SPA | NÜR | NÜR | NÜR | IMO | IMO | IMO | HOC | HOC | HOC | –      | –    |
| 2016 | Carlin   | Volkswagen |     |     |     |     |     |     |     |     |     |     |     |     |     |     |     |     |     |     |     |     |     |     |     |     |     |     |     | 13  | 20  | 14  | –      | –    |
| 2018 | Motopark | Volkswagen | PAU | PAU | PAU | HUN | HUN | HUN | NOR | NOR | NOR | ZAN | ZAN | ZAN | SPA | SPA | SPA | SIL | SIL | SIL | MIS | MIS | MIS | NÜR | NÜR | NÜR | SPI | SPI | SPI | HOC | HOC | HOC | 308    | 2.   |
| 2018 | Motopark | Volkswagen | 3   | DNF | 5   | 1   | DNF | 2   | 4   | DNF | 1   | 5   | 6   | DNF | 13  | 1   | 5   | 1   | 8   | 6   | 6   | 4   | 4   | 3   | 3   | 4   | 8   | 17* | 4   | 5   | 7   | 4   | 308    | 2.   |

Anmerkungen
1. ↑  Gaststarter

### Einzelergebnisse in der Formula Regional European Championship
| Jahr | Team | 1   | 2   | 3   | 4   | 5   | 6   | 7   | 8   | 9   | 10  | 11  | 12  | 13  | 14  | 15  | 16  | 17  | 18  | 19  | 20  | 21  | 22  | 23  | 24  | Punkte | Rang |
| ---- | ---- | --- | --- | --- | --- | --- | --- | --- | --- | --- | --- | --- | --- | --- | --- | --- | --- | --- | --- | --- | --- | --- | --- | --- | --- | ------ | ---- |
| 2019 | VAR  | LEC | LEC | LEC | VLL | VLL | HUN | HUN | HUN | RBR | RBR | RBR | IMO | IMO | IMO | IMO | CAT | CAT | CAT | MUG | MUG | MUG | MNZ | MNZ | MNZ | 64     | 9.   |
| 2019 | VAR  |     |     |     |     |     |     |     |     |     |     |     |     |     |     |     | 2   | 5   | 2   | 8   | 6   | 7   |     |     |     | 64     | 9.   |

### Einzelergebnisse in der GP3-Serie
| Jahr | Team | 1   | 2   | 3   | 4   | 5   | 6   | 7   | 8   | 9   | 10  | 11  | 12  | 13  | 14  | 15  | 16  | Punkte | Rang |
| ---- | ---- | --- | --- | --- | --- | --- | --- | --- | --- | --- | --- | --- | --- | --- | --- | --- | --- | ------ | ---- |
| 2017 | DAMS | ESP | ESP | AUT | AUT | GBR | GBR | HUN | HUN | BEL | BEL | ITA | ITA | ESP | ESP | UAE | UAE | 36     | 11.  |
| 2017 | DAMS |     |     |     |     |     |     |     |     |     |     | 13  | C   | 4   | DNF | 4   | 3   | 36     | 11.  |

### Einzelergebnisse in der FIA-Formel-2-Meisterschaft
| Jahr | Team      | 1    | 2    | 3    | 4    | 5   | 6   | 7    | 8    | 9    | 10   | 11  | 12  | 13  | 14  | 15  | 16  | 17  | 18  | 19  | 20  | 21   | 22   | 23   | 24   | Punkte | Rang |
| ---- | --------- | ---- | ---- | ---- | ---- | --- | --- | ---- | ---- | ---- | ---- | --- | --- | --- | --- | --- | --- | --- | --- | --- | --- | ---- | ---- | ---- | ---- | ------ | ---- |
| 2018 | BWT Arden | BRN  | BRN  | AZE  | AZE  | ESP | ESP | MON  | MON  | FRA  | FRA  | AUT | AUT | GBR | GBR | HUN | HUN | BEL | BEL | ITA | ITA | RUS  | RUS  | UAE  | UAE  | -      | 23.  |
| 2018 | BWT Arden |      |      |      |      |     |     |      |      |      |      |     |     |     |     |     |     |     |     |     |     |      |      | 11   | DNF  | -      | 23.  |
| 2020 | DAMS      | AUT1 | AUT1 | AUT2 | AUT2 | HUN | HUN | GBR1 | GBR1 | GBR2 | GBR2 | ESP | ESP | BEL | BEL | ITA | ITA | ITA | ITA | RUS | RUS | BRN1 | BRN1 | BRN2 | BRN2 | 96,5   | 11.  |
| 2020 | DAMS      | 5    | 3    | 8    | 2    | 9   | NC  | 8    | 1    | 15   | 7    | 9   | 10  | 6   | 10  | 7   | DSQ | 17  | 17  | 10  | 8   | 9    | 12   | 8    | 3    | 96,5   | 11.  |
| 2021 | Carlin    | BHR  | BHR  | BHR  | MON  | MON | MON | AZE  | AZE  | AZE  | GBR  | GBR | GBR | ITA | ITA | ITA | RUS | RUS | RUS | KSA | KSA | KSA  | UAE  | UAE  | UAE  | 159,5  | 4.   |
| 2021 | Carlin    | 8    | DNF  | 2    | 6    | 1   | DNF | 2    | 6    | 8    | 8    | 3   | 2   | DNF | 11  | 3   | 1   | C   | 5   | 7   | 4   | 10   | 6    | 4    | 6    | 159,5  | 4.   |

### Einzelergebnisse in der FIA-Formel-E-Weltmeisterschaft
| Jahr    | Team               | 1   | 2   | 3   | 4   | 5   | 6   | 7   | 8   | 9   | 10  | 11  | 12  | 13  | 14  | 15  | 16  | Punkte | Rang |
| ------- | ------------------ | --- | --- | --- | --- | --- | --- | --- | --- | --- | --- | --- | --- | --- | --- | --- | --- | ------ | ---- |
| 2021/22 | NIO 333 Racing     | DIR | DIR | MEX | ROM | ROM | MCO | BER | BER | JAK | MAR | NYC | NYC | LON | LON | SEO | SEO | 1      | 21.  |
| 2021/22 | NIO 333 Racing     | 18  | 19  | 18  | 19  | 10  | 12  | 19  | 20  | 18  | DNF | 17  | 12  | 17  | DNF | DNF | DNF | 1      | 21.  |
| 2022/23 | NIO 333 Racing     | MEX | DIR | DIR | HYD | CAP | SAP | BER | BER | MCO | JAK | JAK | POR | ROM | ROM | LON | LON | 28     | 17.  |
| 2022/23 | NIO 333 Racing     | 17  | 14  | 10  | DNF | 6   | 17  | DNF | 10  | 6   | 13  | 11  | 13  | 13  | 9   | 7   | 9   | 28     | 17.  |
| 2023/24 | ERT Formula E Team | MEX | DIR | DIR | SAP | TOK | MIS | MIS | MCO | BER | BER | SHA | SHA | POR | POR | LON | LON | 12     | 19.  |
| 2023/24 | ERT Formula E Team | 18  | 21  | DNF | 16  | 18  | 4   | 14  | 13  | 14  | 17  | 20  | 21  | 17  | 15  | 13  | 14  | 12     | 19.  |
| 2024/25 | Cupra Kiro         | SAP | MEX | JED | JED | MIA | MCO | MCO | TOK | TOK | SHA | SHA | JAK | BER | BER | LON | LON | 85     | 11.  |
| 2024/25 | Cupra Kiro         | 8   | 16  | 18  | 9   | 7   | 7   | 15  | 5   | 3   | 4   | 16  | 1   | 9   | 14  | DNF | 14  | 85     | 11.  |

| Legende                      | Legende       | Legende                                                                 |
| Farbe                        | Abkürzung     | Bedeutung                                                               |
| ---------------------------- | ------------- | ----------------------------------------------------------------------- |
| Gold                         | —             | Sieger                                                                  |
| Silber                       | —             | 2. Platz                                                                |
| Bronze                       | —             | 3. Platz                                                                |
| Grün                         | —             | Platzierung in den Punkten                                              |
| Blau                         | —             | Klassifiziert außerhalb der Punkteränge                                 |
| Violett                      | DNF           | Rennen nicht beendet                                                    |
| Violett                      | NC            | nicht klassifiziert                                                     |
| Rot                          | DNQ           | nicht qualifiziert                                                      |
| Schwarz                      | DSQ           | disqualifiziert                                                         |
| Weiß                         | DNS           | nicht am Start                                                          |
| Weiß                         | WD            | zurückgezogen                                                           |
| Weiß                         | C             | Rennen abgesagt                                                         |
| Blanko                       |               | nicht teilgenommen                                                      |
| Blanko                       | DNP           | gemeldet, aber nicht teilgenommen                                       |
| Blanko                       | INJ           | verletzt oder krank                                                     |
| Blanko                       | EX            | ausgeschlossen                                                          |
| sonstige Formate und Zeichen | P/fett        | Pole-Position                                                           |
| sonstige Formate und Zeichen | kursiv        | Schnellste Rennrunde (ab 2017/18: Schnellste Rennrunde der ersten Zehn) |
| sonstige Formate und Zeichen | unterstrichen | Führender in der Gesamtwertung                                          |
| sonstige Formate und Zeichen | °             | FanBoost                                                                |
| sonstige Formate und Zeichen | *             | nicht im Ziel, aufgrund der zurückgelegten Distanz aber gewertet        |
| sonstige Formate und Zeichen | ( )           | Streichresultat                                                         |

Anmerkung
1. ↑  Ticktum holte sich die Pole Position und damit die 3 Punkte. Aufgrund einer Strafe aus dem Rennen vom Samstag musste er jedoch auf Platz 6 starten